# Lichtspielhaus
Lichtspielhaus — другий DVD гурту Rammstein, в якому зібрані всі відеокліпи з 1995 по 2002 роки, а також відривки різних концертів та багато іншого.